# 月刊シティ情報おおいた
月刊シティ情報おおいた（げっかんシティじょうほうおおいた）は、大分市及び別府市を中心に大分県を対象地域とする月刊のタウン情報誌である。略称はCJO。

## 概要
1984年（昭和59年）5月25日に創刊。大分県を代表するタウン情報誌であり、タウン情報全国ネットワーク、及び、九州タウン情報ネットワークに加盟している。
発売日は毎月25日で、判型はB5判、定価は300円。公称発行部数は36,000部。大分県大分市長浜町に本社を置く大分合同新聞社グループのおおいたインフォメーションハウス株式会社が発行している。
大分県佐伯市出身のお笑いコンビ、ダイノジの大谷伸彦（現・大谷ノブ彦）が、「トウキョウブラッド」というエッセイを連載していた。この連載は後におおいたインフォメーションハウスから『俺、大谷伸彦』として単行本化されている。

## DIGITAL OITA
DIGITAL OITAは、「月刊シティ情報おおいた」を発行するおおいたインフォメーションハウスがインターネットで提供するコンテンツ。食に関する情報やイベント情報等が掲載されている。また、携帯電話用コンテンツとして、おおいたナビも展開している。
これらのサービスでは、「月刊シティ情報おおいた」と共通するデザインのロゴマークが使用されており、「月刊シティ情報おおいた」のインターネット版及び携帯電話版と位置づけられる。